# 3,3-Diméthylpentane
Le 3,3-diméthylpentane est un hydrocarbure saturé de la famille des alcanes de formule C7H16. Il est un des neuf isomères de l'heptane.